# Tymbark (bedrijf)

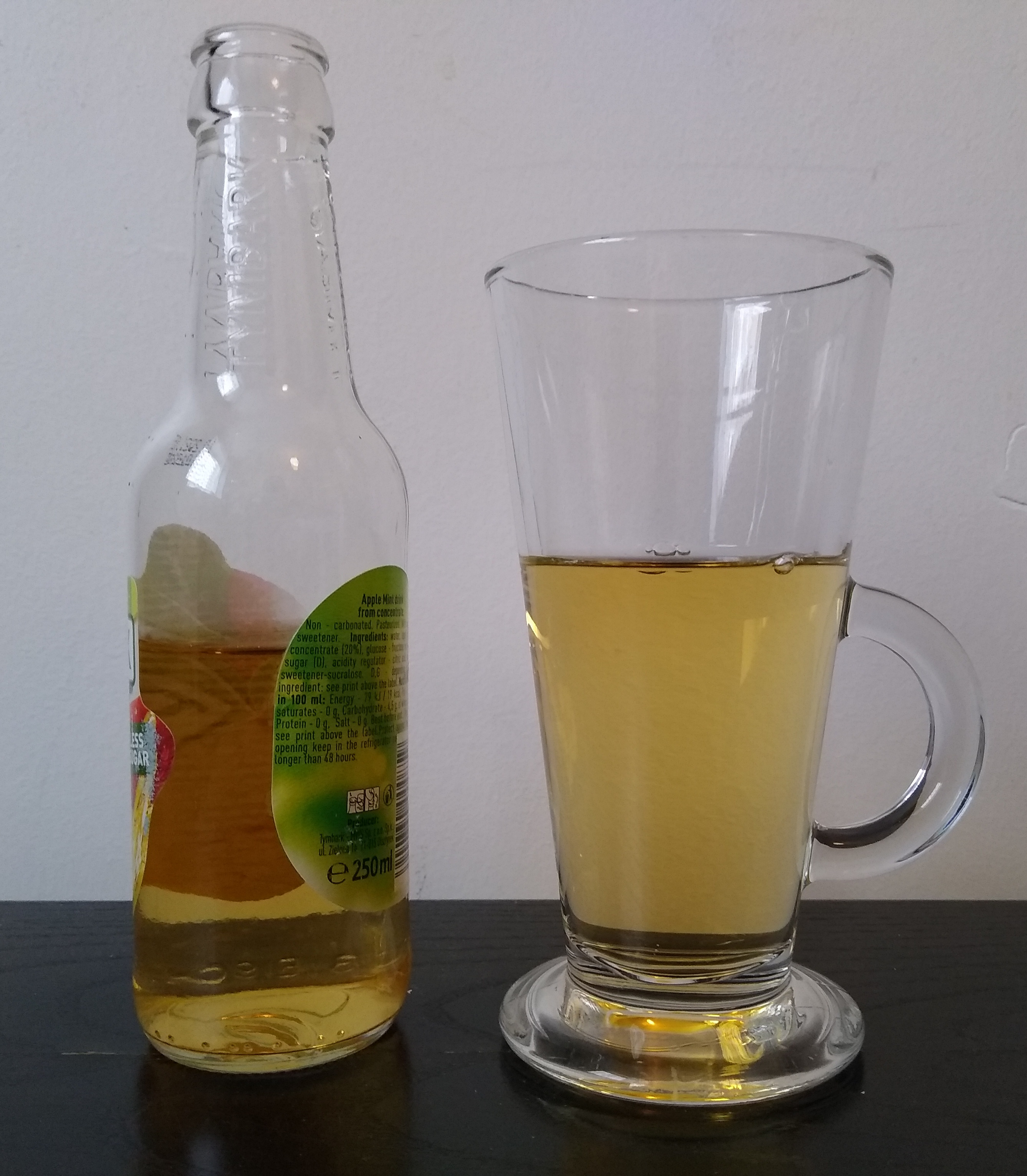
Appel-muntdrank.

Tymbark is een Poolse producent van vruchtensap, -drank en -jam. 
Tymbark werd opgericht als coöperatie in 1936. In 1950 werd het bedrijf genationaliseerd en in 1995 werd het een bv. Sinds 1999 maakt het bedrijf deel uit van Maspex. Sinds 2007 worden Tymbark-producten ook verkocht in verschillende supermarkten in de Benelux. Anno 2010 bezit het bedrijf productiefaciliteiten in Polen, Roemenië, Tsjechië, Slowakije, Bulgarije en Hongarije en exporteert het naar 17 landen.
Naast de gebruikelijke vruchtensappen produceert het bedrijf onder andere ook appel-muntdrank.